# 15465 Buchroeder
15465 Buchroeder eller 1999 AZ5 är en asteroid i huvudbältet som upptäcktes den 15 januari 1999 av Spacewatch vid Kitt Peak-observatoriet. Den är uppkallad efter Richard Alfred Buchroeder.
Asteroiden har en diameter på ungefär 7 kilometer.